# Platyrutela arenicola
Platyrutela arenicola är en skalbaggsart som beskrevs av M. Alma Solis och Moron 1998. Platyrutela arenicola ingår i släktet Platyrutela och familjen Rutelidae. Inga underarter finns listade i Catalogue of Life.